# Witali Alexandrowitsch Petrow
Witali Alexandrowitsch Petrow (russisch Виталий Александрович Петров, englische Transkription Vitaly Petrov; * 8. September 1984 in Wyborg) ist ein ehemaliger russischer Automobilrennfahrer. Er war von 2006 bis 2009 in der GP2-Serie aktiv und wurde 2009 Vizemeister dieser Meisterschaft. Von 2010 bis 2012 trat er in der Formel 1 an. 2014 startete er in der DTM.

## Karriere

### Anfänge im Motorsport
Petrow startete seine Motorsportkarriere 2001 im russischen Lada-Cup, den er im darauffolgenden Jahr gewinnen konnte. 2002 fuhr er außerdem jeweils ein Rennen im russischen VW-Polo-Cup und der Formel RUS. 2003 trat er sowohl in der Formel Renault 2000 Masters als auch der italienischen Formel Renault an. Er bestritt außerdem einzelne Rennen in der britischen Formel Renault und der Euro Formel 3000. Bei der britischen Formel-Renault-Winterserie wurde er Vierter. 2004 war er erneut bei einigen Rennen der italienischen Formel Renault, des Formel Renault 2.0 Eurocups und der Euro Formel 3000 am Start. Im folgenden Jahr fuhr Petrow wieder in Russland und konnte dort sowohl die russische Formel 1600 als auch die Lada-Revolution-Serie gewinnen.

### GP2-Serie
2006 wechselte Petrow zurück in die Euro Formel 3000, die inzwischen Euroseries 3000 hieß. Mit dem Auto des Rennstalls Euronova Racing gewann er vier Rennen und wurde mit 72 Punkten Dritter der Fahrerwertung. Ab Ende Juli 2006 fuhr er außerdem für das Team David Price Racing, bei dem er in der GP2-Serie Olivier Pla ersetzte. Er konnte aber keine Punkte erzielen und belegte den 28. Gesamtrang. Außerdem nahm er an zwei Rennen der F3000 International Masters teil. 2007 stieg er komplett in die GP2-Serie auf und startete als Teamkollege von Giorgio Pantano für den spanischen Rennstall Campos Grand Prix. Petrow war seinem Teamkollegen, der Dritter in der Fahrerwertung wurde, bei den meisten Rennen unterlegen und belegte am Saisonende den 13. Gesamtrang. Sein Saisonhöhepunkt war ein Sieg in Valencia, bei dem er mit Pantano einen Doppelsieg für Campos feiern konnte. Außerdem nahm er an einzelnen Rennen der Le-Mans-Serie und der Internationalen Formel Master teil. Darüber hinaus trat er beim 24-Stunden-Rennen von Le Mans 2007 in der LMP2-Klasse an, konnte das Rennen allerdings nicht beenden.
In der ersten Saison der GP2-Asia-Serie ging Petrow erneut für Campos an den Start. Er gewann in Sepang und erzielte den dritten Rang in der Fahrerwertung. In der regulären GP2-Serie blieb Petrow 2008 bei Campos. Zum Saisonanfang beherrschte er seinen Teamkollegen Ben Hanley. Zum vierten Rennwochenende wurde Hanley, der die Erwartungen nicht erfüllt hatte, durch den damaligen GP2-Vizemeister Lucas di Grassi ersetzt. Di Grassi zeigte schnell gute Leistungen und war meistens schneller als Petrow. Das erste Rennen auf dem neuen Valencia Street Circuit konnte Petrow für sich entscheiden. Er erbte den Sieg von Giorgio Pantano, der in Führung liegend in der letzten Runde wegen Treibstoffmangel ausfiel. Es war sein zweiter Sieg in der GP2. Beide Siege holte er in Valencia, allerdings auf unterschiedlichen Rennstrecken. Petrow stand dreimal auf dem Podium. In der Gesamtwertung erreichte er mit 39 Punkten den siebten Platz.

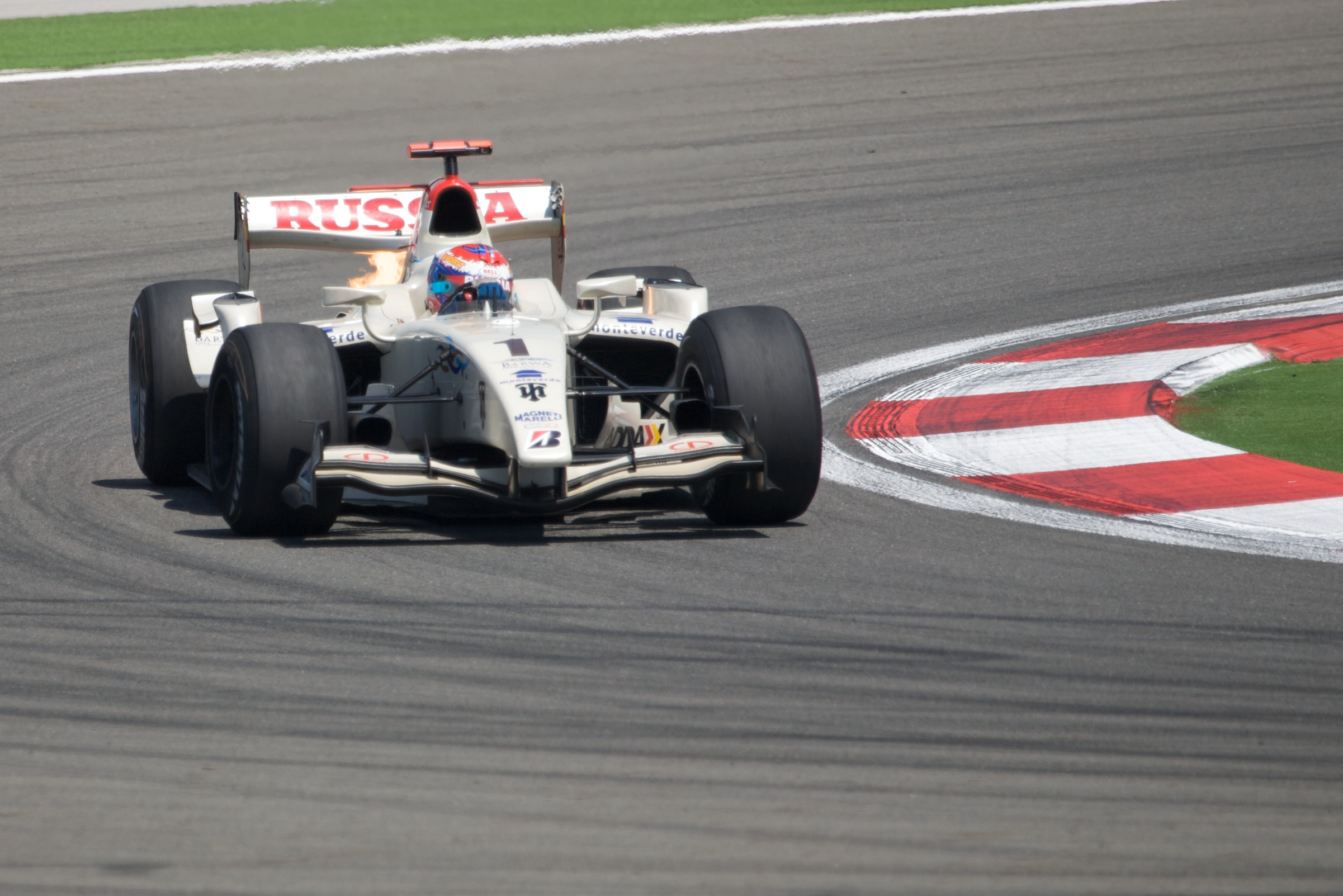
Petrow bei einem Rennen der GP2-Serie in Istanbul 2009

In der GP2-Asia-Serie-Saison 2008/2009 ging Petrow erneut für Campos Grand Prix an den Start. Nachdem der Anfang der Saison nicht so gut verlaufen war, trat am Rennwochenende in Losail eine Wende ein: Nach einem dritten Platz im Hauptrennen wurde Petrow im Sprintrennen Zweiter. Da sein Teamkollege Sergio Pérez das Rennen gewann, erzielte Campos Grand Prix einen Doppelsieg. Am darauf folgenden Rennwochenende in Sepang gewann Petrow das Sprintrennen. In der Gesamtwertung belegte Petrow am Saisonende den fünften Platz.
2009 bestritt Petrow seine vierte Saison in der GP2-Serie und startete für Barwa Addax, dem Nachfolgeteam von Campos Grand Prix. Zu Beginn der Saison wurde Petrow von seinem Teamkollegen Romain Grosjean in den Schatten gestellt, übernahm aber nach einem Sieg in Istanbul zwischenzeitlich die Führung der Meisterschaft vor Grosjean. Nachdem Grosjean das Team in Richtung Formel 1 verlassen hatte, wurde der Russe zur neuen Nummer eins im Team. Petrow, der seinen neuen Teamkollegen Davide Valsecchi klar im Griff hatte und der einen weiteren Sieg in Valencia feierte, behielt zwar die Chance auf den Titelgewinn, musste sich aber ein Rennwochenende vor Schluss Nico Hülkenberg geschlagen geben und sicherte sich am letzten Rennwochenende den Vizemeistertitel.

### Formel 1

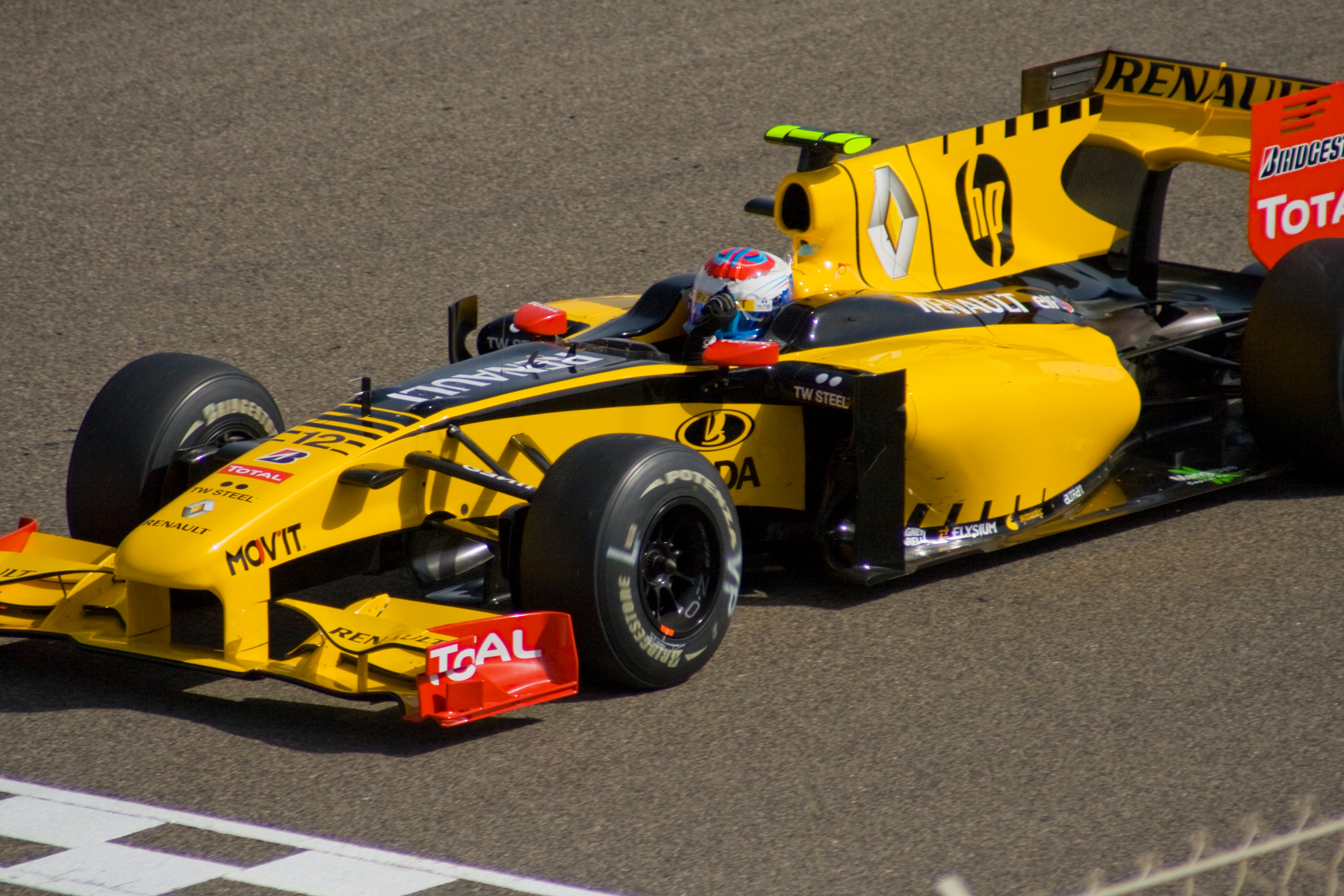
Petrow gab sein Formel-1-Debüt beim Großen Preis von Bahrain 2010.

2010 gab Petrow als Teamkollege von Robert Kubica beim Renault-Team sein Debüt in der Formel 1. Damit war er der erste russische Fahrer der Formel-1-Geschichte. Zusammen bilden beide das erste osteuropäische Fahrerduo der Formel 1. Petrow wurde bei Renault der Nachfolger seines ehemaligen GP2-Teamkollegen Grosjean. Nach Presseberichten musste er vor Saisonbeginn 15 Millionen Euro für sein Cockpit bezahlen. Die eine Hälfte übernahm sein Vater Alexander, der einen Kredit aufnahm, die andere Hälfte stand zunächst noch aus. Nachdem Wladimir Putin am 1. März die Unterstützung der russischen Regierung zugesagt hatte, unterschrieb Renault am 4. März einen Vertrag mit dem russischen Autohersteller Lada, der als Sponsor des Teams in Erscheinung trat.
Nachdem er in den ersten drei Rennen nicht ins Ziel gekommen war, erreichte Petrow beim vierten Rennen in China zum ersten Mal das Ziel und holte als Siebter seine ersten WM-Punkte. Beim Großen Preis der Türkei sah es zunächst nach weiteren Punkten für den Russen aus. Allerdings musste er nach einer Berührung mit Fernando Alonso, bei der er sich einen Reifen beschädigte, einen weiteren Boxenstopp absolvieren und fiel zurück. Mit den neuen Reifen gelang es ihm allerdings seine erste schnellste Runde in der Formel 1 zu erzielen. Beim Großen Preis von Ungarn war er im Qualifying zum ersten Mal schneller als Kubica und im Rennen gelang ihm mit Platz fünf seine beste Saisonplatzierung. Eine weitere gute Leistung zeigte Petrow beim Saisonfinale in Abu Dhabi. Nachdem das Safety Car schon in der ersten Runde auf die Strecke gekommen war, entschied sich der Renault-Pilot für eine andere Strategie und absolvierte frühzeitig seinen Boxenstopp. Nachdem Alonso, der vor dem Rennen die Weltmeisterschaft angeführt hatte, auch gestoppt hatte, lag Petrow vor dem Spanier. Wie in der Türkei kam es zu einem Positionskampf zwischen den beiden, allerdings gelang es dem Russen diesmal seinen Gegner über 30 Runden bis ins Ziel hinter sich zu halten. Der Renault-Pilot kam auf dem sechsten Platz ins Ziel. Damit half er indirekt Sebastian Vettel, der dadurch die Weltmeisterschaftsführung von Alonso übernehmen und den Titel gewinnen konnte. Am Saisonende belegte er den 13. Platz in der Fahrerwertung. Teamintern unterlag er Kubica mit 27 zu 136 Punkten deutlich.

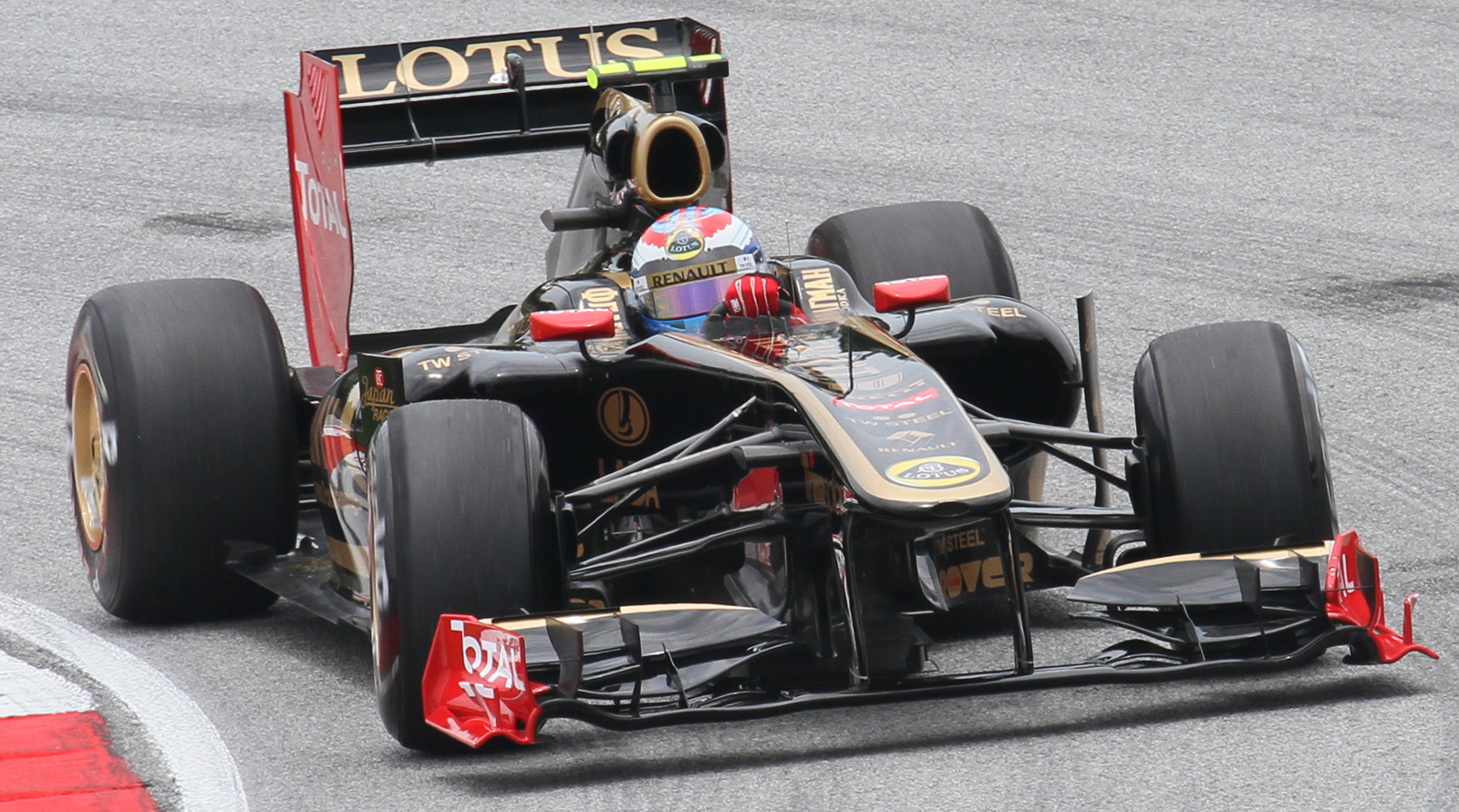
Petrow im Renault beim Großen Preis von Malaysia

Am 22. Dezember 2010 gab Renault die Vertragsverlängerung mit Petrow für zwei weitere Jahre bekannt. 2011 wurde Nick Heidfeld sein neuer Teamkollege, nachdem Kubica sich bei einer Rallye schwer verletzt hatte und längerfristig ausfiel. Bereits beim Saisonauftakt in Australien gelang Petrow mit einem dritten Platz seine erste Podest-Platzierung in der Formel 1. Beim zweiten Rennen in Malaysia lag Petrow zunächst wieder in den Punkterängen. Ein Ausritt, bei dem er sein Lenkrad abriss, beendete sein Rennen jedoch vorzeitig. Nach zwei weiteren Punkteplatzierungen hatte Petrow beim sechsten Rennen, dem Großen Preis von Monaco, einen schweren Unfall, wegen dessen das Rennen unterbrochen wurde. Er zog sich keine ernsthaften Verletzungen zu. Ein Rennen später in Kanada kam er auf dem fünften Platz ins Ziel. In den weiteren Rennen erzielte er nur vier weitere Male Punkte und kam nie über den neunten Platz hinaus. Zum Großen Preis von Belgien erhielt er mit Bruno Senna einen neuen Teamkollegen. Das Duell zu Heidfeld war zu diesem Zeitpunkt relativ ausgeglichen und Heidfeld lag mit zwei Punkten vor Petrow. Petrow beendete die Saison schließlich auf dem zehnten Rang.

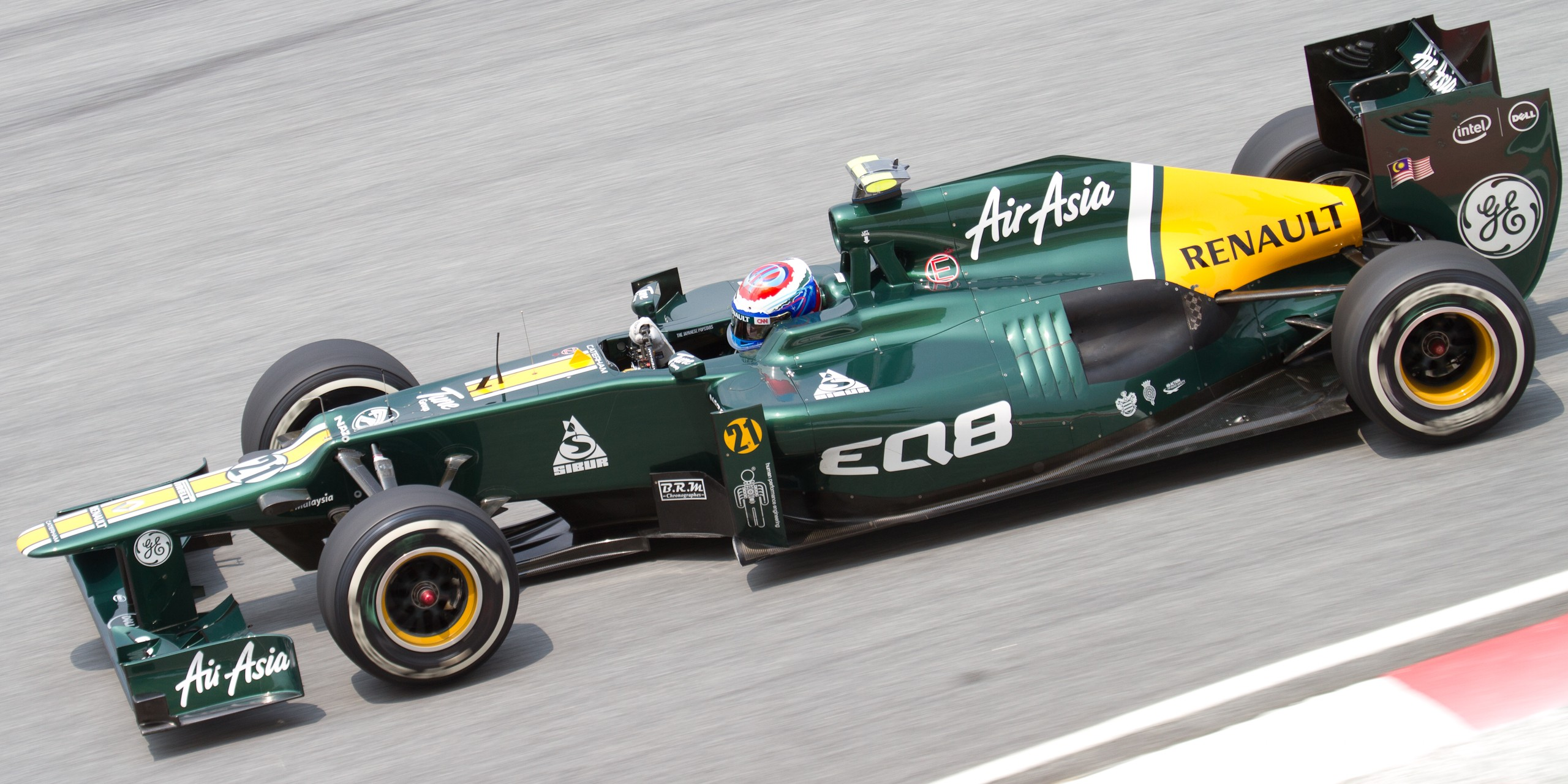
Petrow beim Großen Preis von Malaysia 2012.

Obwohl Petrow für die Saison 2012 einen Vertrag mit dem Renault-Team, das ab dieser Saison unter der Bezeichnung Lotus F1 Team an den Start ging, besaß, wurde er Anfang Dezember 2011 entlassen und durch Romain Grosjean ersetzt. Petrow wechselte zu Caterham, wo er Mitte Februar als Pilot vorgestellt wurde. Dort löste er Jarno Trulli ab, der ursprünglich über einen Vertrag für die Saison 2012 mit dem Rennstall verfügte. Nachdem er im ersten Rennen ausgeschieden war, erreichte er beim Großen Preis von Malaysia den 16. Platz. Beim Großen Preis von Europa lag Petrow zwischenzeitlich in den Punkterängen und erzielte mit einem 13. Platz seine bis dahin beste Saisonplatzierung. Beim Großen Preis von Großbritannien ging er aufgrund technischer Probleme in der Runde in die Startaufstellung nicht an den Start. Beim letzten Saisonrennen in Brasilien erzielte er mit einem elften Platz seine beste Saisonplatzierung. Damit wurde Petrow zum bestplatzierten Piloten, der punktelos blieb. Am Saisonende belegte er den 19. Platz in der Fahrerwertung.

### DTM

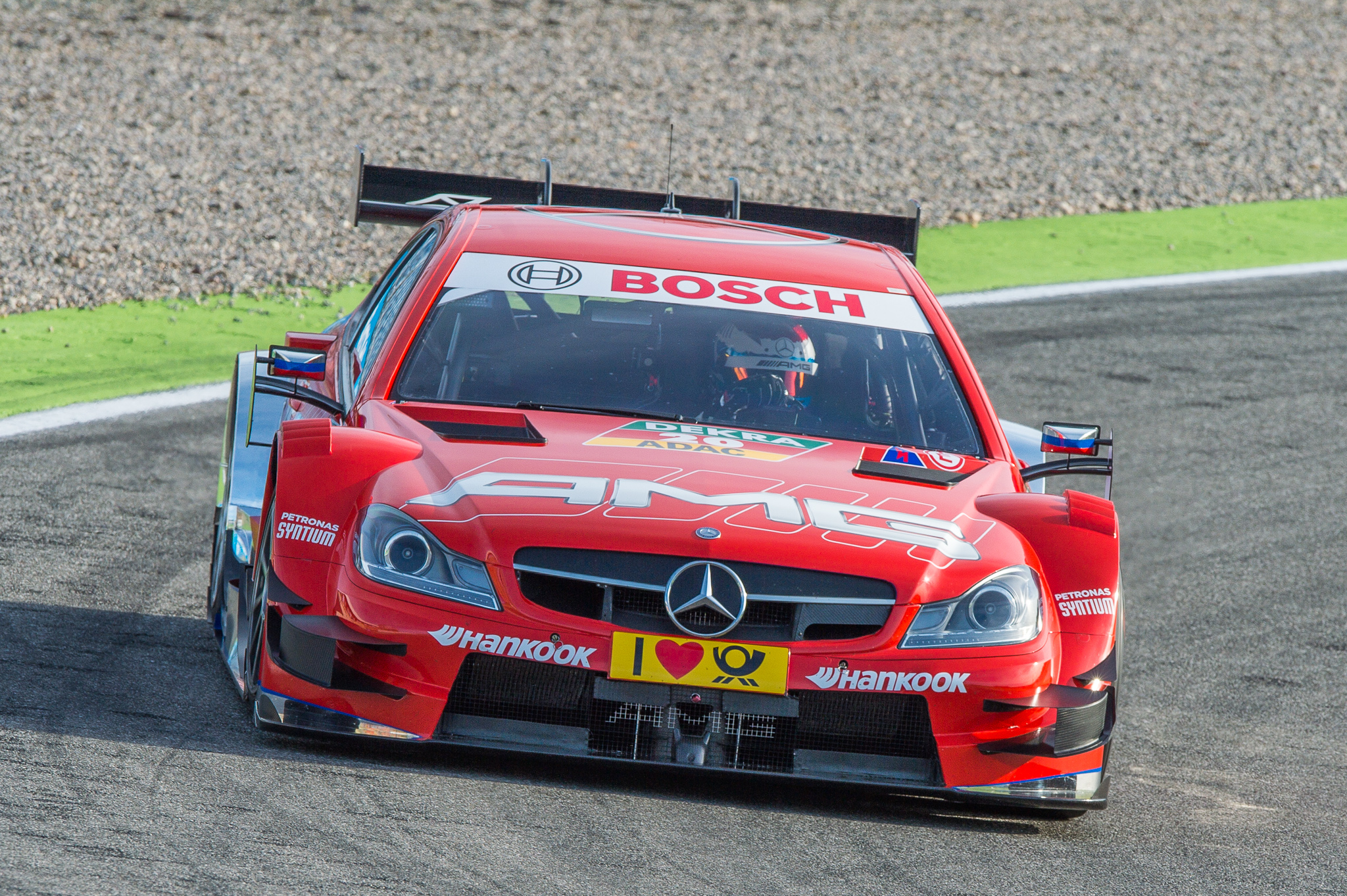
Petrow beim Saisonfinale 2014 der DTM in Hockenheim

2014 erhielt Petrow ein Cockpit bei Mücke Motorsport, einem Mercedes-Team in der DTM. Am Saisonende war ein elfter Platz sein bestes Resultat. Er war der einzige Pilot, der keine Punkte erzielt hatte.

### Rennkommissar
Petrow war als Rennkommissar bei der FIA tätig. Beim Großen Preis von Portugal 2020 war er einer der vier Rennkommissare, wurde jedoch kurzfristig aufgrund des Todes seines Vaters freigestellt.

## Persönliches
Petrow wurde bis zum Frühjahr 2013 von Oksana Kossatschenko gemanagt und lebt in Valencia. In seiner Heimat hat er den Spitznamen „Rakete von Wyborg“.
Petrows Vater Alexander Petrow kam am 24. Oktober 2020 mit 61 Jahren bei einem Mordanschlag um. Er war politisch in der Stadtverwaltung von Wyborg engagiert.

## Statistik

### Karrierestationen
| - 2001: Russischer Lada Cup - 2002: Russischer Lada Cup (Meister) - 2002: Formel Russia (Platz 10) - 2003: Italienische Formel Renault (Platz 19) - 2003: Formel Renault 2.0 Eurocup - 2003: Euro 3000 - 2004: Italienische Formel Renault (Platz 28) - 2004: Formel Renault 2.0 Eurocup - 2004: Euro 3000 | - 2005: Russische Formel 1600 (Meister) - 2005: Russische Lada-Revolution-Meisterschaft (Meister) - 2006: Euroseries 3000 (Platz 3) - 2006: GP2-Serie (Platz 29) - 2006: F3000 International Masters - 2007: GP2-Serie (Platz 13) - 2007: Le Mans Series, LMP1-Klasse (Platz 15) - 2007: Internationale Formel Master - 2008: GP2-Asia-Serie (Platz 3) | - 2008: GP2-Serie (Platz 7) - 2009: GP2-Asia-Serie (Platz 5) - 2009: GP2-Serie (Platz 2) - 2010: Formel 1 (Platz 13) - 2011: Formel 1 (Platz 10) - 2012: Formel 1 (Platz 19) - 2014: DTM |

### Statistik in der GP2-Serie
| Saison           | Team               | Nr. | Rennen | Pole-Positionen | Siege | Punkte | Gesamtwertung |
| ---------------- | ------------------ | --- | ------ | --------------- | ----- | ------ | ------------- |
| 2006             | David Price Racing | 20  | 8      | 0               | 0     | 0      | 29.           |
| 2007             | Campos Racing      | 24  | 21     | 0               | 1     | 21     | 13.           |
| 2008 (Asia)      | Campos Grand Prix  | 05  | 10     | 1               | 1     | 33     | 3.            |
| 2008             | Campos Grand Prix  | 05  | 20     | 0               | 1     | 39     | 7.            |
| 2008/2009 (Asia) | Campos Grand Prix  | 05  | 11     | 0               | 1     | 28     | 5.            |
| 2009             | Barwa Addax        | 01  | 20     | 2               | 2     | 75     | 2.            |

### Statistik in der Formel-1-Weltmeisterschaft

#### Gesamtübersicht
| Saison | Team             | Chassis       | Motor          | Rennen | Siege | Zweiter | Dritter | Poles | schn. Rennrunden | Punkte | WM-Pos. |
| ------ | ---------------- | ------------- | -------------- | ------ | ----- | ------- | ------- | ----- | ---------------- | ------ | ------- |
| 2010   | Renault F1 Team  | Renault R30   | Renault 2.4 V8 | 19     | –     | –       | –       | –     | 1                | 27     | 13.     |
| 2011   | Lotus Renault GP | Renault R31   | Renault 2.4 V8 | 19     | –     | –       | 1       | –     | –                | 37     | 10.     |
| 2012   | Caterham F1 Team | Caterham CT01 | Renault 2.4 V8 | 19     | –     | –       | –       | –     | –                | –      | 19.     |
| Gesamt | Gesamt           | Gesamt        | Gesamt         | 57     | –     | –       | 1       | –     | 1                | 64     |         |

#### Einzelergebnisse
| Saison | 1   | 2   | 3  | 4  | 5   | 6  | 7  | 8   | 9  | 10 | 11 | 12  | 13 | 14 | 15  | 16  | 17 | 18 | 19 | 20 |
| ------ | --- | --- | -- | -- | --- | -- | -- | --- | -- | -- | -- | --- | -- | -- | --- | --- | -- | -- | -- | -- |
| 2010   |     |     |    |    |     |    |    |     |    |    |    |     |    |    |     |     |    |    |    |    |
| DNF    | DNF | DNF | 7  | 11 | 13* | 15 | 17 | 14  | 13 | 10 | 5  | 9   | 13 | 11 | DNF | DNF | 16 | 6  |    |    |
| 2011   |     |     |    |    |     |    |    |     |    |    |    |     |    |    |     |     |    |    |    |    |
| 3      | 17* | 9   | 8  | 11 | DNF | 5  | 15 | 12  | 10 | 12 | 9  | DNF | 17 | 9  | DNF | 11  | 13 | 10 |    |    |
| 2012   |     |     |    |    |     |    |    |     |    |    |    |     |    |    |     |     |    |    |    |    |
| DNF    | 16  | 18  | 16 | 17 | DNF | 19 | 13 | DNS | 16 | 19 | 14 | 15  | 19 | 17 | 16  | 17  | 16 | 17 | 11 |    |

| Legende  | Legende            | Legende                                                          |
| Farbe    | Abkürzung          | Bedeutung                                                        |
| -------- | ------------------ | ---------------------------------------------------------------- |
| Gold     | –                  | Sieg                                                             |
| Silber   | –                  | 2. Platz                                                         |
| Bronze   | –                  | 3. Platz                                                         |
| Grün     | –                  | Platzierung in den Punkten                                       |
| Blau     | –                  | Klassifiziert außerhalb der Punkteränge                          |
| Violett  | DNF                | Rennen nicht beendet (did not finish)                            |
| Violett  | NC                 | nicht klassifiziert (not classified)                             |
| Rot      | DNQ                | nicht qualifiziert (did not qualify)                             |
| Rot      | DNPQ               | in Vorqualifikation gescheitert (did not pre-qualify)            |
| Schwarz  | DSQ                | disqualifiziert (disqualified)                                   |
| Weiß     | DNS                | nicht am Start (did not start)                                   |
| Weiß     | WD                 | zurückgezogen (withdrawn)                                        |
| Hellblau | PO                 | nur am Training teilgenommen (practiced only)                    |
| Hellblau | TD                 | Freitags-Testfahrer (test driver)                                |
| ohne     | DNP                | nicht am Training teilgenommen (did not practice)                |
| ohne     | INJ                | verletzt oder krank (injured)                                    |
| ohne     | EX                 | ausgeschlossen (excluded)                                        |
| ohne     | DNA                | nicht erschienen (did not arrive)                                |
| ohne     | C                  | Rennen abgesagt (cancelled)                                      |
| ohne     | keine WM-Teilnahme |                                                                  |
| sonstige | P/fett             | Pole-Position                                                    |
| sonstige | 1/2/3/4/5/6/7/8    | Punktplatzierung im Sprint-/Qualifikationsrennen                 |
| sonstige | SR/kursiv          | Schnellste Rennrunde                                             |
| sonstige | *                  | nicht im Ziel, aufgrund der zurückgelegten Distanz aber gewertet |
| sonstige | ()                 | Streichresultate                                                 |
| sonstige | unterstrichen      | Führender in der Gesamtwertung                                   |

### Le-Mans-Ergebnisse
| Jahr | Team                  | Fahrzeug            | Teamkollege       | Teamkollege       | Platzierung | Ausfallgrund |
| ---- | --------------------- | ------------------- | ----------------- | ----------------- | ----------- | ------------ |
| 2007 | Noël del Bello Racing | Courage LC75        | Romain Iannetta   | Liz Halliday      | Ausfall     | Schaltung    |
| 2016 | SMP Racing            | BR Engineering BR01 | Victor Shaitar    | Kirill Ladygin    | Rang 7      |              |
| 2017 | CEPC Manor TRS Racing | Oreca 07            | Roberto González  | Simon Trummer     | Ausfall     | Unfall       |
| 2018 | SMP Racing            | BR Engineering BR1  | Michail Aljoschin | Jenson Button     | Ausfall     | Motorschaden |
| 2019 | SMP Racing            | BR Engineering BR1  | Michail Aljoschin | Stoffel Vandoorne | Rang 3      |              |